# Chi An bích
Osbeckia là chi thực vật có hoa trong họ Mua.

## Các loài
Theo phân loại Catalogue of Life 2013:
- Osbeckia aspera
- Osbeckia aspericaulis
- Osbeckia australiana
- Osbeckia bicolor
- Osbeckia brachystemon
- Osbeckia buxifolia
- Osbeckia capitata
- Osbeckia chinensis
- Osbeckia cochinchinensis
- Osbeckia dolichophylla
- Osbeckia ericoides
- Osbeckia gracilis
- Osbeckia lanata
- Osbeckia leschenaultiana
- Osbeckia melastomacea
- Osbeckia moonii
- Osbeckia muralis
- Osbeckia nepalensis
- Osbeckia nutans
- Osbeckia octandra
- Osbeckia parvifolia
- Osbeckia reticulata
- Osbeckia rheedii
- Osbeckia rubicunda
- Osbeckia setoso-annulata
- Osbeckia stellata
- Osbeckia thorelii
- Osbeckia virgata
- Osbeckia walkeri
- Osbeckia wynaadensis
- Osbeckia zeylanica

Phân loài NCBI 2013:
- Osbeckia aurata
- Osbeckia australiana
- Osbeckia chinensis
- Osbeckia courtallensis
- Osbeckia nepalensis
- Osbeckia stellata

Phân loài Tropicos 2013:
- Osbeckia afzelii (Hook. f.) Cogn.
- Osbeckia andringitrensis H. Perrier
- Osbeckia angustifolia D. Don
- Osbeckia antennina Sm.
- Osbeckia antherotoma Naudin
- Osbeckia aspera Blume
- Osbeckia aubletiana Spreng.
- Osbeckia aurata H. Perrier
- Osbeckia bicolor H. Perrier
- Osbeckia brachystemon Naudin
- Osbeckia brazzae Cogn.
- Osbeckia buettneriana Cogn. ex Büttner
- Osbeckia bureaevii Cogn.
- Osbeckia calotricha A. Chev.
- Osbeckia canescens E. Mey. ex Graham
- Osbeckia capitata Benth. ex Naudin
- Osbeckia chinensis L.
- Osbeckia chrysophylla (Desr.) H. Perrier
- Osbeckia ciliaris Ser. ex DC.
- Osbeckia cochinchinensis Cogn.
- Osbeckia cogniauxiana De Wild.
- Osbeckia congolensis Cogn. ex Büttner
- Osbeckia crepiniana Cogn.
- Osbeckia crinita Benth. ex C.B. Clarke
- Osbeckia cupularis D. Don ex Wight & Arn.
- Osbeckia debilis Sond.
- Osbeckia decandra (Sm.) DC.
- Osbeckia decumbens D
- Osbeckia densiflora Gilg
- Osbeckia dionychoides Cogn.
- Osbeckia divaricata (Bonpl.) Spreng.
- Osbeckia elliotii Cogn.
- Osbeckia elliptica Naudin
- Osbeckia excelsa (Bonpl.) Sprengler
- Osbeckia glomerata (Rottb.) DC.
- Osbeckia grandiflora Sm.
- Osbeckia hirsuta Cogn.
- Osbeckia humberti H. Perrier
- Osbeckia incana E. Mey. ex Hochst.
- Osbeckia jucunda DC.
- Osbeckia kainantensis Masam.
- Osbeckia leschnaultiana DC.
- Osbeckia liberica Stapf
- Osbeckia madagascariensis Cogn.
- Osbeckia mairei (H. Lév.) Craib
- Osbeckia mandrarensis H. Perrier
- Osbeckia maritima A. St.-Hil.
- Osbeckia mehrana Giri & Nayar
- Osbeckia melastomatoides Merr. & Chun
- Osbeckia minimifolia Jum. & H. Perrier
- Osbeckia multiflora Sm.
- Osbeckia muralis Naudin
- Osbeckia nepalensis Hook. f.
- Osbeckia nutans Wall. ex C.B. Clarke
- Osbeckia octandra DC.
- Osbeckia oleifolia DC.
- Osbeckia opipara C.Y. Wu & C. Chen
- Osbeckia paludosa Craib
- Osbeckia parnasifolia DC.
- Osbeckia pauciramosa Jacq.-Fél.
- Osbeckia phaeotricha Hochst.
- Osbeckia pityrophylla DC.
- Osbeckia porteresii Jacq.-Fél.
- Osbeckia postpluvialis Gilg
- Osbeckia praviantha Jacq.-Fél.
- Osbeckia pulchra Geddes
- Osbeckia pumila (Bonpl.) DC.
- Osbeckia pusilla De Wild.
- Osbeckia repanda DC.
- Osbeckia repens (Desr.) DC.
- Osbeckia reticulata Bedd.
- Osbeckia rhopalotricha C.Y. Wu
- Osbeckia robusta Craib
- Osbeckia rostrata D. Don
- Osbeckia rotundifolia Sm.
- Osbeckia rubicunda Arn.
- Osbeckia rubropilosa De Wild.
- Osbeckia saigonensis Kuntze
- Osbeckia scaberrima Hayata
- Osbeckia senegambiensis Guill. & Perr.
- Osbeckia septemnervia Ham. ex Craib
- Osbeckia sikkimensis Craib
- Osbeckia sipaneoides DC.
- Osbeckia stellata Buch.-Ham. ex Ker Gawl.
- Osbeckia striphnocalyx DC.
- Osbeckia tamatavensis H. Perrier
- Osbeckia thorelii Guillaumin
- Osbeckia tortuosa (Bonpl.) Spreng.
- Osbeckia tubulosa Sm.
- Osbeckia umlaasiana Hochst.
- Osbeckia virgata D. Don ex Wight & Arn.
- Osbeckia virusana (Juss.) Baill.
- Osbeckia wattii Craib
- Osbeckia wynaadensis C.B. Clarke
- Osbeckia yunnanensis Franch. ex Craib
- Osbeckia zambeziensis Cogn.
- Osbeckia zanzibarensis Naudin
- Osbeckia zeylanica Steud. ex Naudin

## Hình ảnh

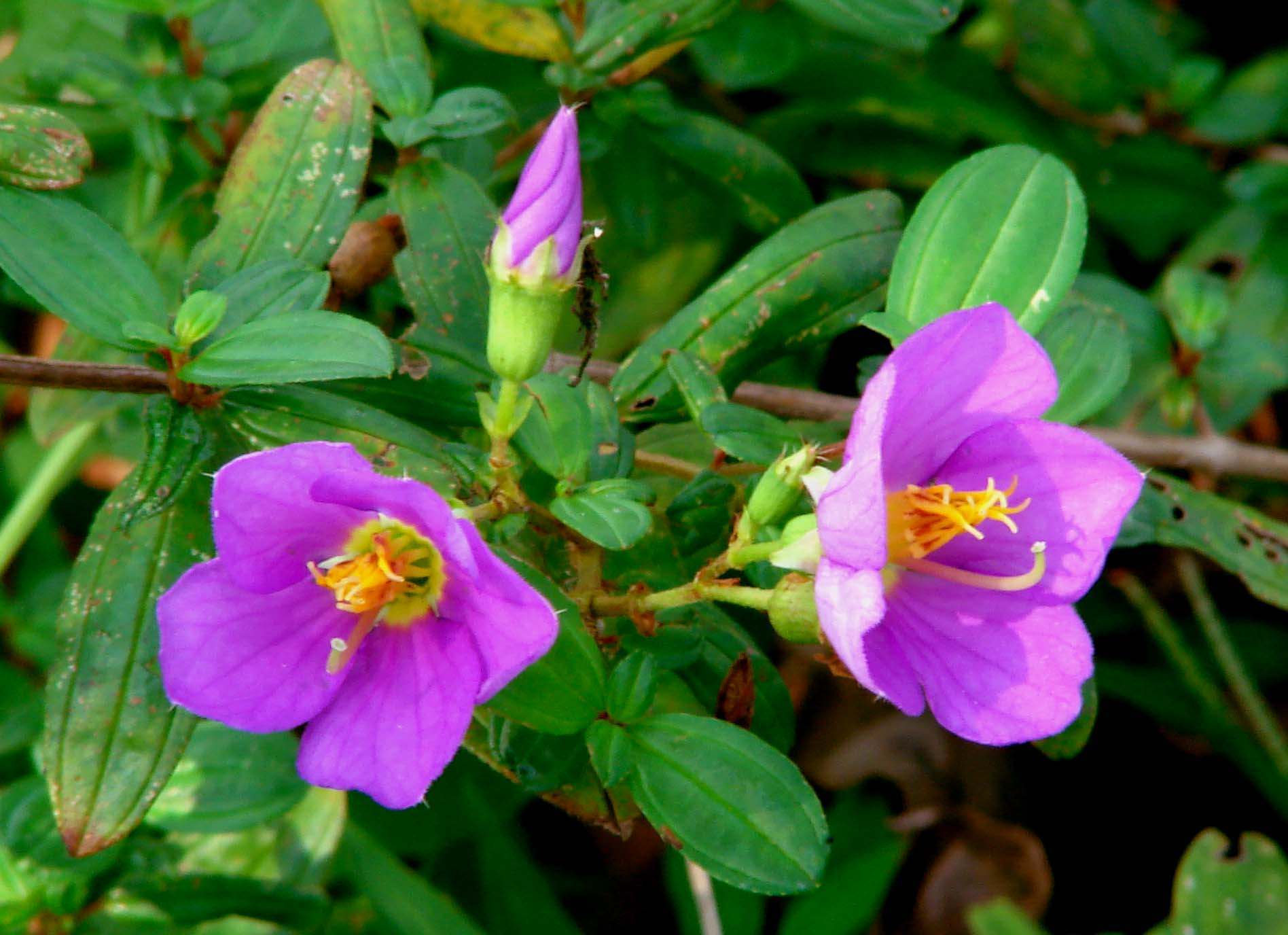
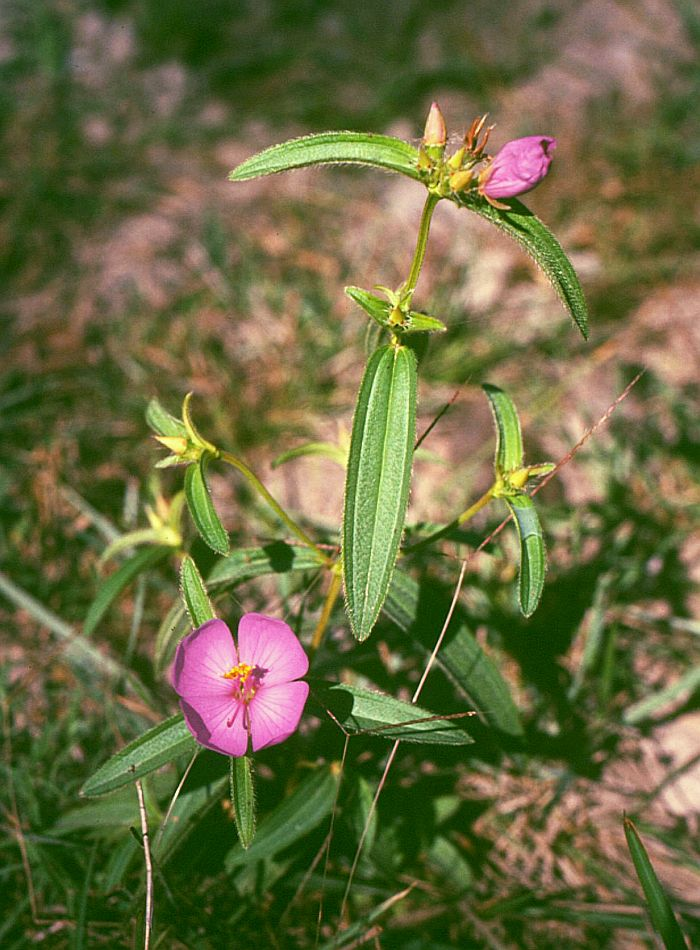
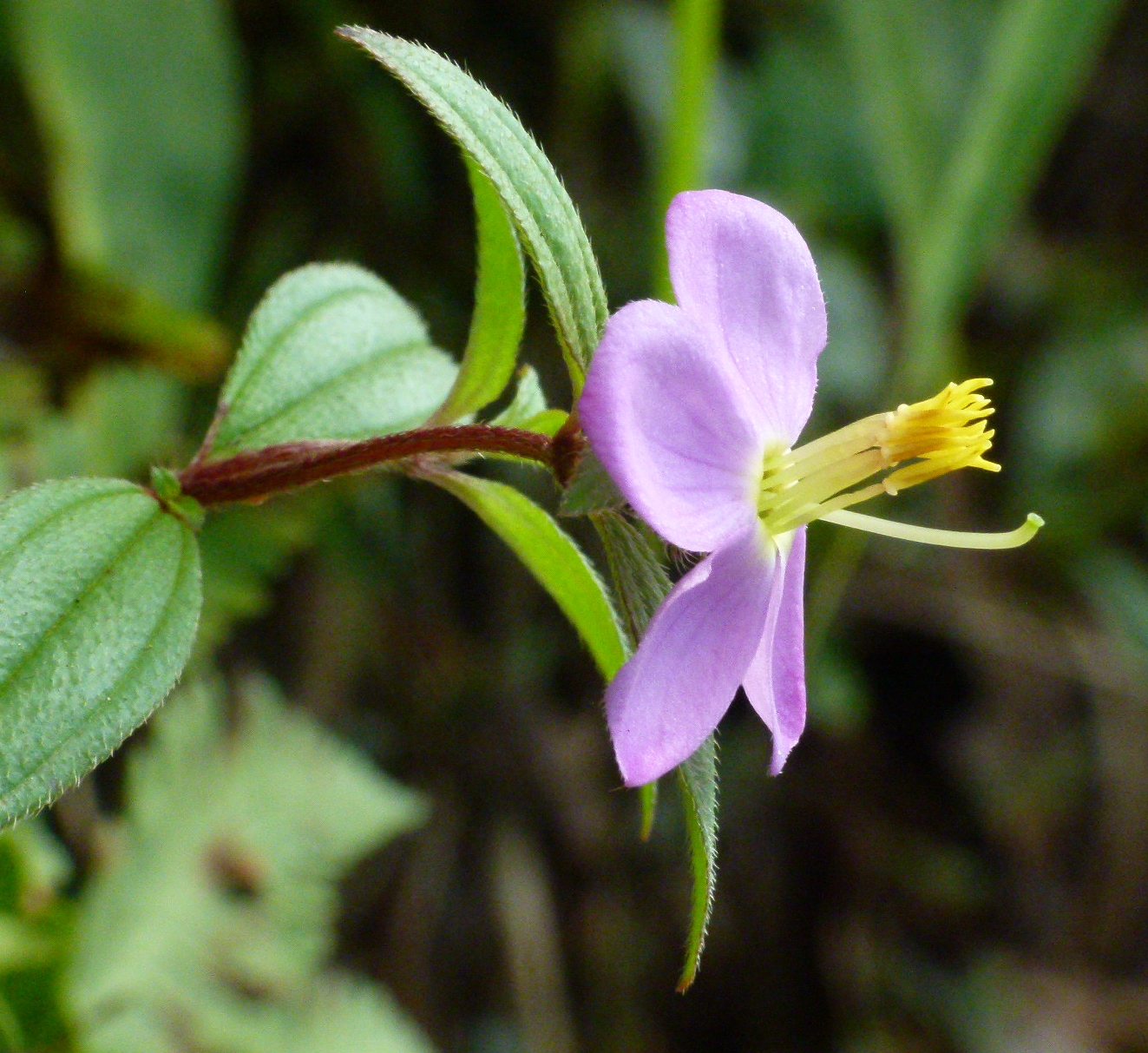